# Saddlesore Galactica
«Saddlesore Galactica» (рус. Скакун галактики) — тринадцатый эпизод одиннадцатого сезона мультсериала «Симпсоны». Впервые вышел в эфир 6 февраля 2000 года.

## Сюжет
Музыкальный оркестр Лизы едет на конкурс оркестров. Спрингфилдским музыкантам не улыбается удача — выигрывает Огденвильский оркестр, помимо музыки использующий светомузыку. Лиза недовольна результатом и пишет Президенту Биллу Клинтону письмо, в котором просит разобраться в ситуации. После выступления Симпсоны решают погулять по ярмарке. Там Бабф находит коня по имени Дункан. С ним жестоко обращался хозяин, пока полицейские не потребовали «документы на жестокое обращение с животными». Хозяин сбежал, а конь остался сам. Симпсоны решают оставить Дункана себе, несмотря на протест Продавца Комиксов, помнящего о том, что у Симпсонов уже была лошадь и что из этого получилось.
Позже Барт решает выставить коня на скачках. Поначалу им не везёт, но вскоре мальчик меняет коню имидж, назвав его Яростным Ди. Теперь другие кони начинают бояться его и Барт выигрывает все забеги. Остальным жокеям это не нравится и они ставят ультиматум Гомеру — либо конь Барта проигрывает следующий забег, либо они убивают отца семейства. Но Гомер не соглашается на их условия, хотя жокеи оказываются уродливыми безжалостными карликами. Барт всё-таки выигрывает забег, а Мардж с Лизой помогают Гомеру отбиться от нападающих. Но Гомер всё же решает забрать Ди со скачек оставить его как домашнее животное. В конце концов к Симпсонам домой заглядывает сам Президент Клинтон, который ответил на письмо Лизы и огласил победителями конкурса Спрингфилдский оркестр. Всё сложилось как нельзя лучше.